# Peter Wrolich

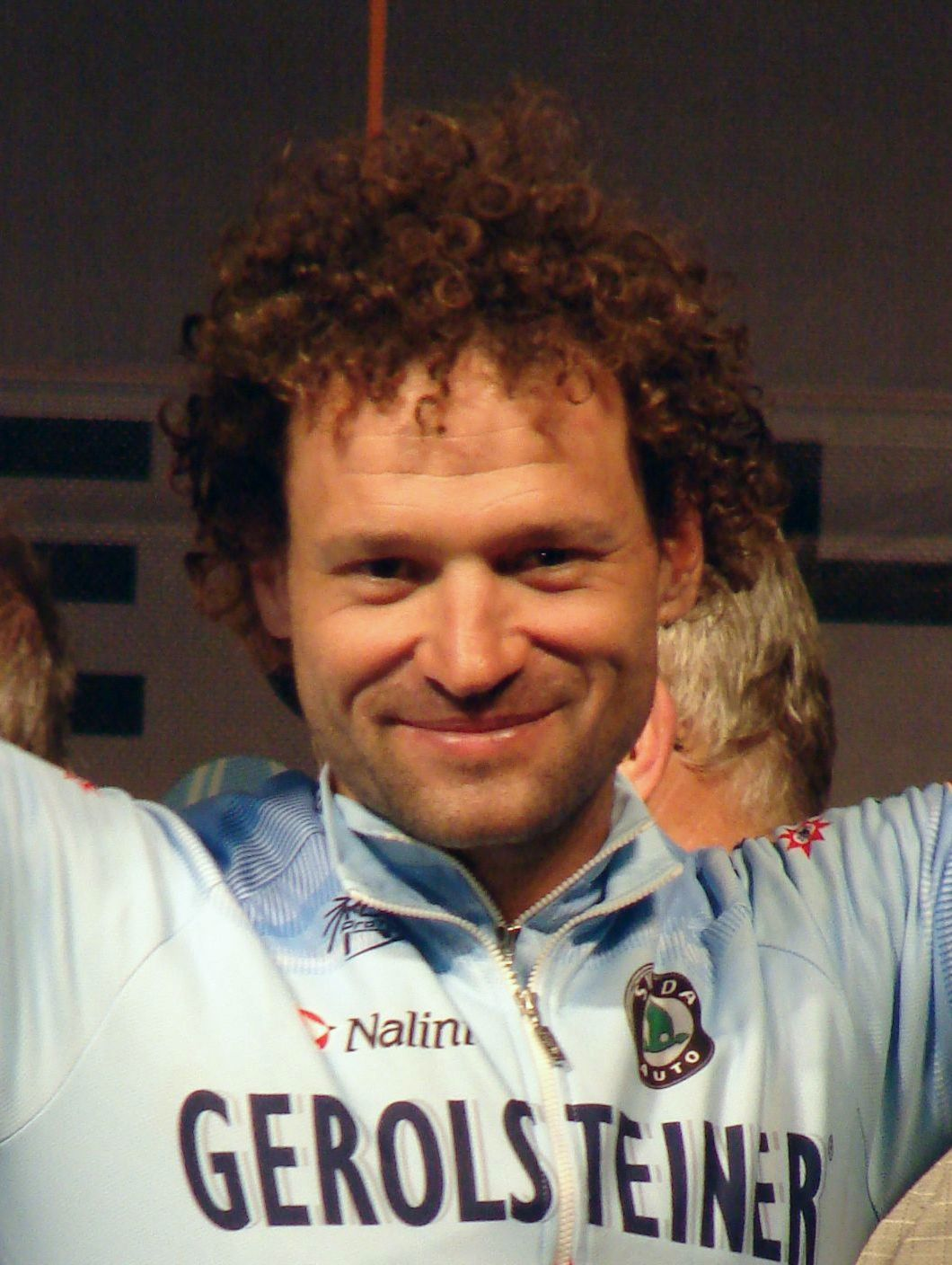
Peter Wrolich

Peter Wrolich (n. 30 de maio, 1974 em Viena) é um ciclista profissional austríaco que participa em competições de ciclismo de estrada. Terminou entre os dez primeiros na última etapa do Tour de France 2006, com um total de 65 pontos.